# Micranthes rufidula
Micranthes rufidula är en stenbräckeväxtart som beskrevs av John Kunkel Small. Micranthes rufidula ingår i släktet rosettbräckor, och familjen stenbräckeväxter. Inga underarter finns listade i Catalogue of Life.

## Bildgalleri

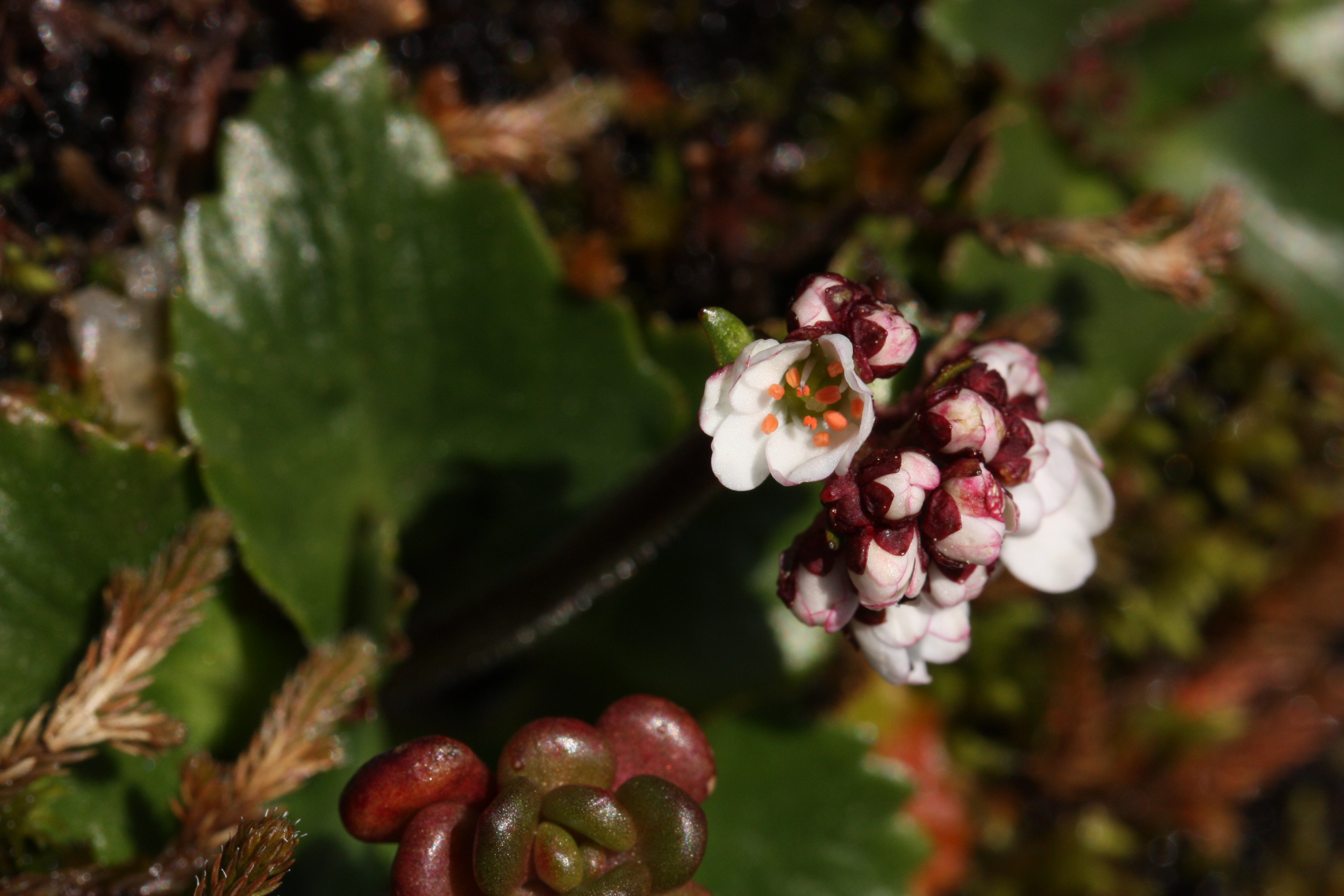
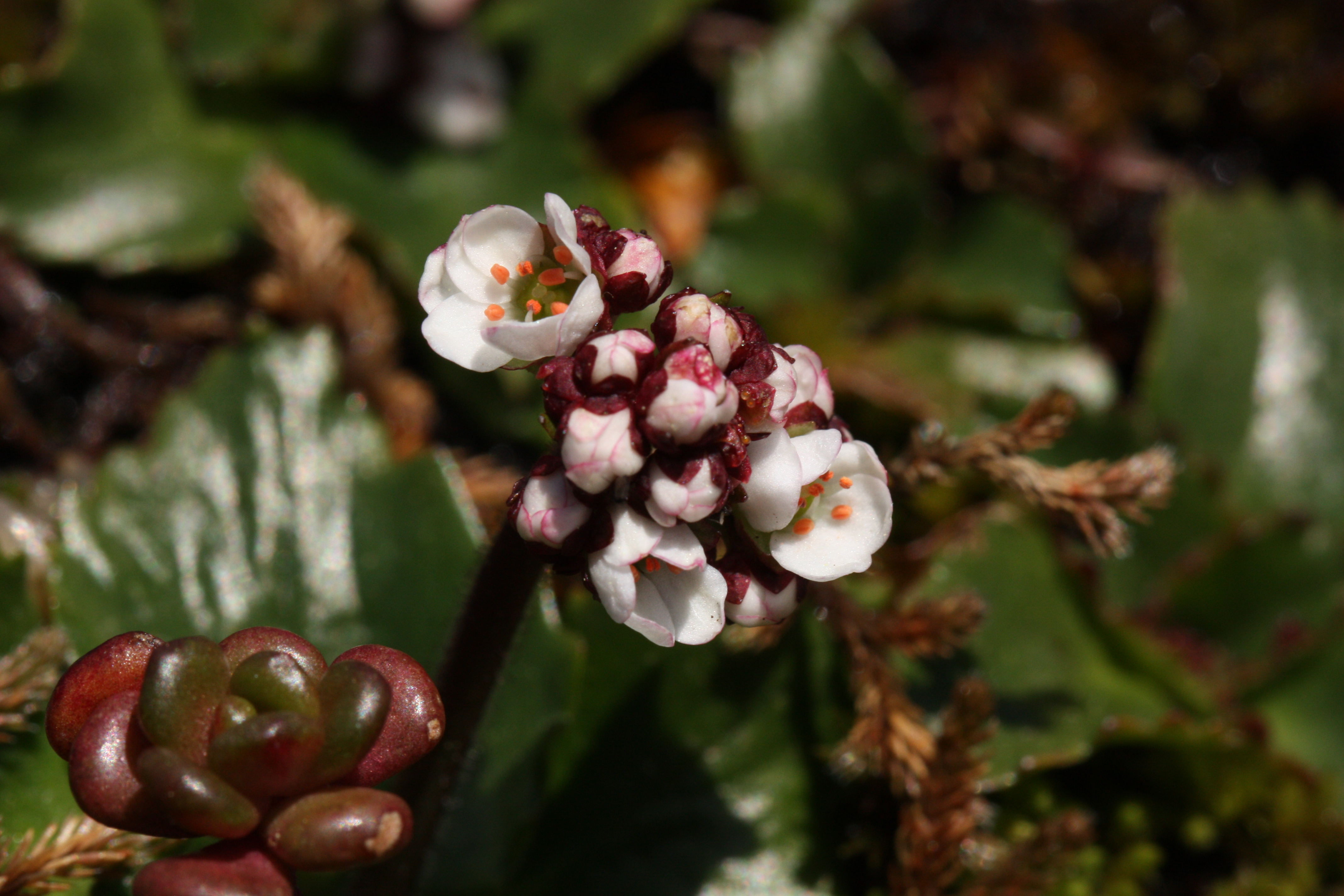
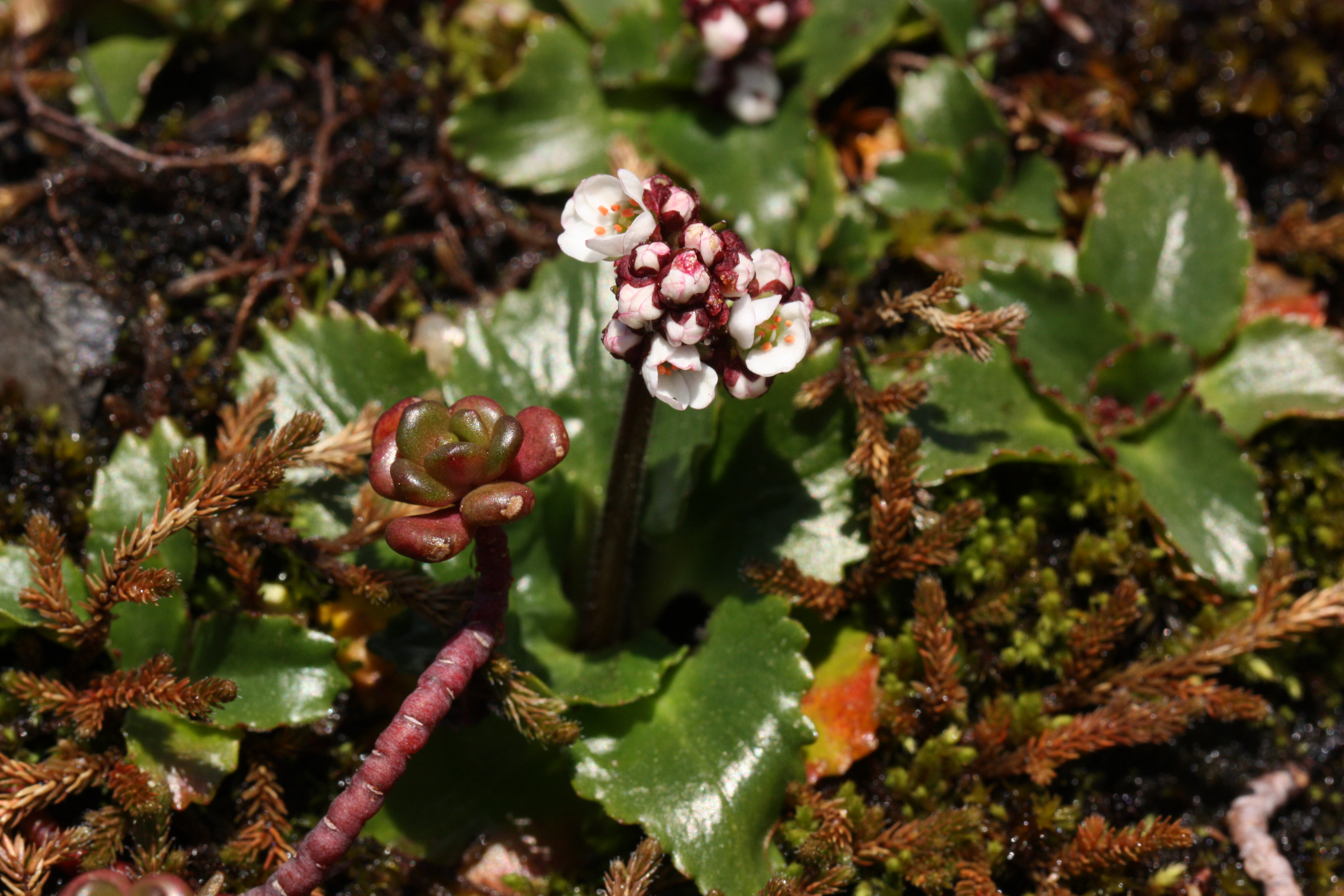
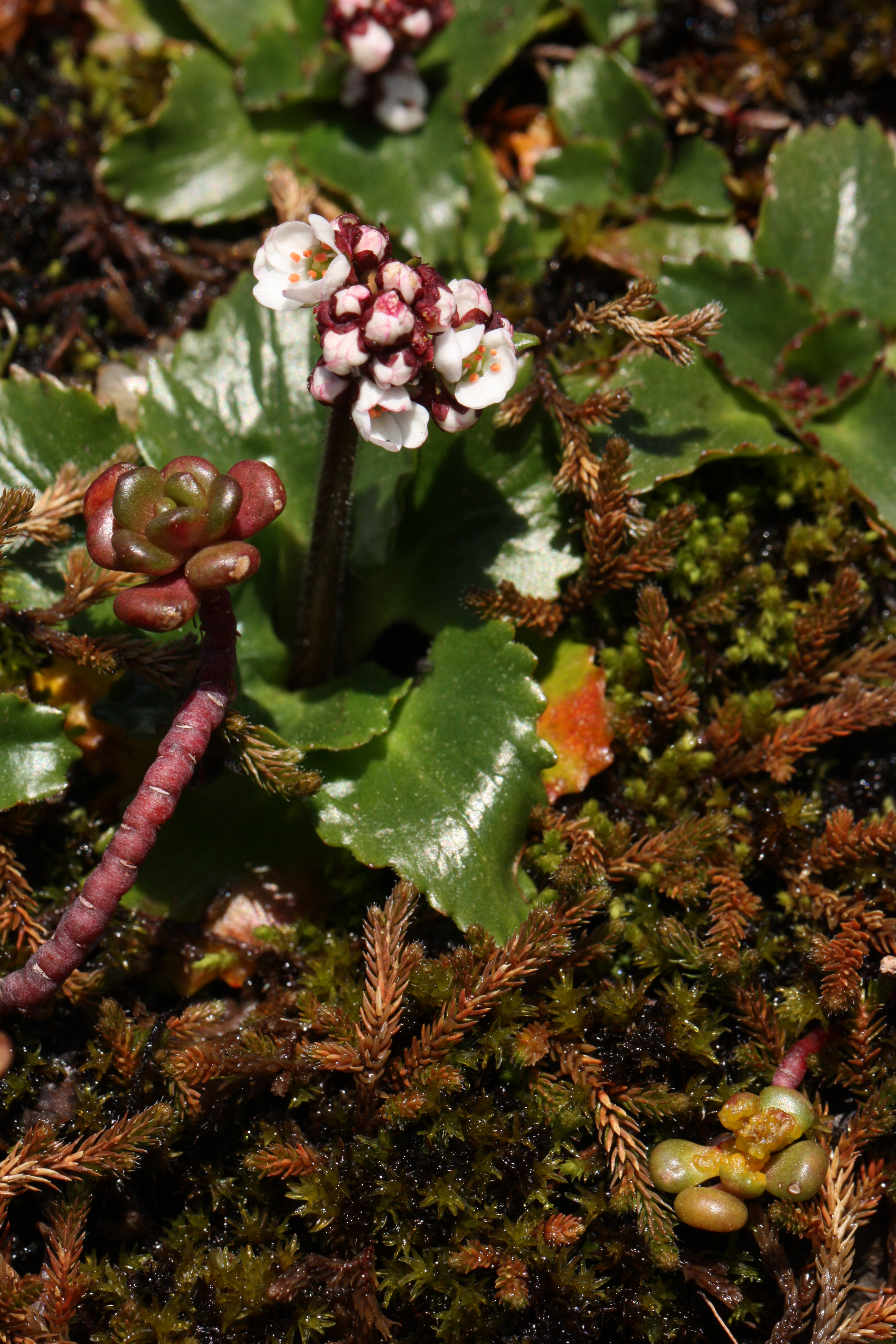
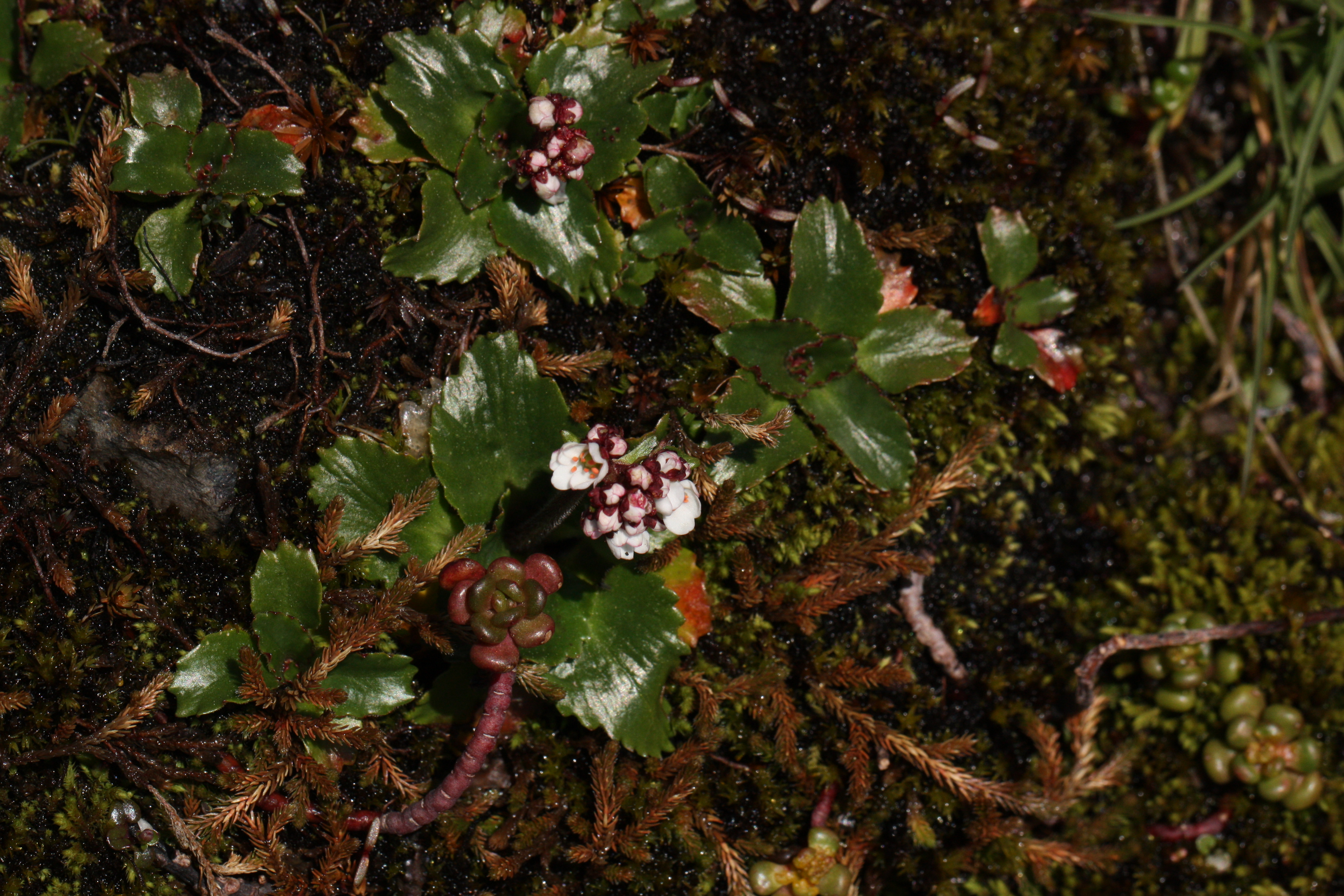
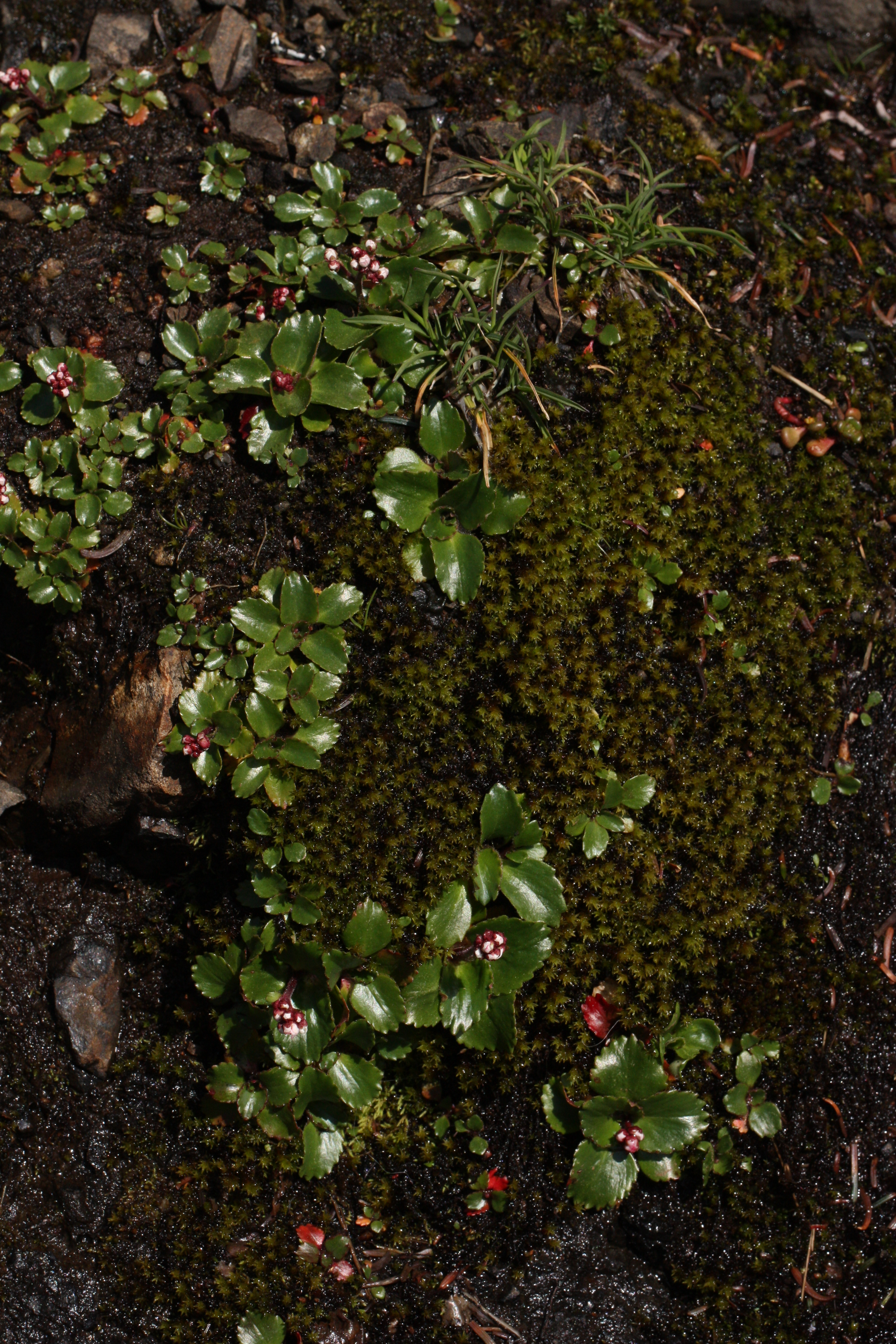